# Anolis lividus
Anolis lividus (монтсерратський аноліс) — вид ігуаноподібних ящірок родини анолісових (Dactyloidae). Ендемік Монтсеррату.

## Поширення і екологія
Монтсерратські аноліси є ендеміками острова Монтсеррат в групі Малих Антильських островів. Вони живуть в сухих і вологих тропічних лісах, трапляються в садах. Відкладають яйця.

## Збереження
МСОП класифікує стан збереження цього виду як близький до загрозливого. Anolis lividus загрожує вулканічна активність.